# Ђорђе Пејановић
Ђорђе Пејановић (Мостар, 27. август 1878 — Сарајево, 22. фебруар 1962) је био српски интелектуалац, библиограф и просветар, оснивач српских културних друштава на подручју аустроугарске провинције БиХ, Краљевине Србије и Краљевине Југославије.

## Биографија
Ђорђе Пејановић је био српски интелектуалац, библиограф, просветар и оснивач српских културних друштава. Био је српски политички активиста против аустроугарске окупације, био је члан српских националних друштава за национално просвјећивање и ослобађање од аустроугарске окупације. Био је један од главних уредника српског културног друштва „Просвјета“ у Сарајеву, члан тајног друштва и уређивач листа „Српска свијест“. Био је председник српског пјевачког друштва „Братство“ у Пљевљима. Био је уредник листа „Вардар“ у Скопљу, затим сарадник српских листова „Српска ријеч“, „Поглед“ и „Народ“ у Сарајеву. Вршио је улогу главног библиотекара Српске централне библиотеке у Сарајеву, те био један од оснивача Српског дилетантског позоришта у Сарајеву.

### Дјетињство и школовање
Ђорђе Пејановић је рођен у Мостару 15. или (27.) августа 1878. године. Његово рођење се подудара са првим данима аустроугарске окупације провинције Босне и Херцеговине, која је претходно била у саставнио дио Османског царства, односно вишевјековне османске окупације. Та окупација је одредила и судбину Ђорђа Пејановића.
Кад му је било седам година, Пејановић се уписао у Српску основну школу у Мостару. Био је даровит и веома марљив ученик, па је ту школу завршио са одличним успјехом. Као изузетног ученика запазили су га не само његови учитељи већ и челници мостарске Српске црквено-школске општине. Пошто у Мостару није било ни једне средње школе, они су одлучили да петорицу одличних српских ђака, на свој трошак, пошаљу у сарајевску гимназију. Један од њих је био Ђорђе Пејановић.
Пошто је успјешно положио пријемни испит, Пејановић се уписао у Прву гимназију у Сарајеву, најстарији, највиши и најчувенији средњошколски завод у тадашњој аустроугарској провинцији Босни и Херцеговини.
Као даровити ученик добио је стипендију Земаљске владе у Сарајеву, а већ од трећег разреда је давао инструкције млађим ученицима из латинског и грчког језика и математике, како би на тај начин побољшао свој материјални положај. За вријеме гимназијских дана био је један од оснивача тајног ђачког друштва „Српска свијест“. Друштво је издавало лист „Српска свијест“, за који је Пејановић тврдио да је изашао само један број, док је други број листа био у припреми прије него што је аустроугарска полиција ушла у траг том тајном друштву, те други број није изашао.
Прву гимназију у Сарајеву, са великом матуром, Ђорђе Пејановић је завршио у љето 1898. године. Како тада у аустроугарској провинцији Босни и Херцеговини није било ни једног факултета или високе школе, он је могао да се опредијели за неки од универзитета у Бечу, главном граду Аустроуграске. Због слабог материјалног стања није могао да бира студије према којима је имао наклоности, као што су историја, језици и књижевност. Као добром ђаку аустроугарска Земаљска влада му је дала стипендију, али под условом да студира групу математика и физика. Тако се уписује на математичко-филозофски одсјек Филозофског факултета Царско-краљевског Универзитета у Бечу, гдје проводи један дио студија, а други на Краљевском свеучилишту у Загребу.
У Бечу је у току студија учествовао у протесту српских студената из аустроугарске провинције Босне и херцеговине који нису били задовољни стањем у интернату. Сви суденти који нису хтјели да прихвате заведене и строге мјере, били су одмах искључени из интерната. Међу њима је био и Ђорђе Пејановић. Аустроугарска Земаљска влада му укида стипендију, те у великим материјалним неприликама борави у Бечу још три године, да би потом одлучио да се сели у Загреб.

### Службовање у Пљевљима
Кад је средином 1902. године завршио филозофски факултет у Загребу, Ђорђе Пејановић се вратио у завичај. Намјераво је да се запосли у некој од средњих школа у аустроугарској провинцији Босни и Херцеговини. Окупациона власт је већ била добро обавијештена о његовом антиаустријском дјеловању за вријеме студирања, па је сматрала да он није подобан да се бави наставничким радом. Враћа се у Београд и ставља се на располагање српској влади, чији је био стипендиста. Тамо добија рјешење о запослењу у пљеваској гимназији, чему се Пејановић покорио.
У међувремену полаже професорски испит у Загребу. За вријеме службовања у Пљеваљској гимназији, Ђорђе Пејановић је истовремено испољавао и знатно ширу просвјетну, па и политичку активност. У ваннаставној дјелатности, Пејановић је био укључен у акције Српског пјевачког друштва „Братство“, чији је предсједник постао 1906. године. Учествовао је у оснивању фонда „Свети Ђорђе“ при пљеваљском манастиру Свете Тројице. Био је и члан одбора за подизање зграде Српске гимназије.
У Пљевљима се жени Анком, кћерком Фиме и Ђока Шећеровића, трговца, у јесен 1904. године. У браку са Анком Пејановић је имао кћерку Драгославу и синове Милутина и Предрага. Синови су му умрли веома рано — у другој односно у првој години живота, па је пунољетство стекла само кћерка Драгослава. Анка је умрла врло рано од туберкулозе, у прољеће 1910. године.

### Службовање у српским гимназијама у Солуну и Скопљу
Првог октобра 1908. године Пејановић постаје професор Српске гимназије у Солуну. У Солуну се није бавио политичким радом, већ културно-просвјетним уздизањем српског становништва у тим крајевима.
У Солуну је службовао двије године, предајући математику и физику.
Када су званичне српске и бугарске власти, војнополитичким споразумом, разграничиле зоне својих интереса на турској територији у Македонији, Солун је припао у бугарску интересну зону, а Скопље у српску. Тако је одлучено да се српска солунска гимназија пресели у Скопље, па је Пејановић са осталим српским наставницима прешао у Скопље.
За педагошки, културни, друштвени и новинарски рад Скопље је било много повољније од Солуна.
Поред тога што је био професор математике и физике у гимназији, Пејановић се у Скопљу бавио и новинарским радом. Постаје уредник листа „Вардар“. У Скопљу остаје кратко, само једну школску годину.

### Службовање у Сарајеву
Носталгија и неповољне животне прилике натјерале су Пејановића да напусти Скопље и потражи друго уточиште. Опредијелио се за Сарајево. Без икаквих изгледа на аустроугарску државну службу у провинцији Босни и Херцеговини, Пејановић је посао могао да нађе само у редакцијама независних српских листова и у оквиру друштва „Просвјета“ у Сарајеву.
Ради као сарадник листова „Српска ријеч“ и „Преглед“, а потом и у опозиционом лису „Народ“. Група српских интелектуалаца, међу којима је био и Пејановић, оснива српско дилетантско позориште у Сарајеву. Позориште је почело са радом 1912. године са пригодним говором Владимира Ћоровића и тада врло популарном представом Ђидо Јанка Веселиновића.
У Сарајеву је тада већ била основана „Просвјетина“ Српска централна библиотека и њено стручно уређивање и руковођење је тражило одговарајућу и професионалну личност. Главни одбор „Просвјете“ је расписао конкурс и донио одлуку да на мјесто библиотекара Српске централне библиотеке буде изабран Ђорђе Пејановић. На дужност је ступио 6. септембра 1912. године. Од тада, па до краја живота, осим краћих прекида за вријеме ратова, био је радно и животно везан за Сарајево.

### Рат и заточеништво
Непосредно пред почетак Првог свјетског рата, Ђорђе Пејановић се по други пут оженио. Вјенчао се са Милицом, кћерком Софије и Игњата Срба, српског артиљеријског капетана 1914. године. Милица је била наставница, а када се удала за Пејановића, престала је да ради у школама, па се посветила активностима у културним друштвима у Сарајеву. Нису имали дјеце.
Као и читав српски народ у у аустроугарској провинцији Босни и Херцеговини, и Ђорђе Пејановић није могао да избјегне страшна страдања после атентата Гаврила Принципа на аустроугарског надвојводу и престолонасљедника Франца Фердинанда и његову супругу Софију на Видовдан 1914. године у Сарајеву. Са тим атентатом Пејановић није имао везе, осим што је већину атентатора могао да зна. Лично је познавао Гаврила Принципа. Ноћу 25. јуна 1914. године, када је српска влада одбила аустроугарски ултиматум, Пејановић је ухапшен и спроведен у војни затвор у Сарајеву. Истовремено су похапшени и сви остали чиновници „Просвјете“, међу којима је био и Васиљ Грђић.

### Логор у Араду
Пред крај августа 1914. године, са више стотина похапшених Срба, Пејановић је отпремљен возом у логор у Араду. У логору је доживио нападе, псовке и малтретирања. Пејановић је, као и већина логораша, био проглашен способним за војску и био додијељен мађарској регименти за обављање лаке војне службе. Кажњенички режим, врло слаба храна, оштра зима и нехигијенске прилике условили су да је умрло доста логораша, а нарочито жена и дјеце.
Потом је пребачен у Бању Луку, пуштен је из логора, јер је „Њ. Величанство пригодом свог рођендана милостиво опростило 43-ици б-х. земаљских припадника остатак казне“, али је био под сталним полицијским надзором. У Бањој Луци је узалуд покушавао да нађе запослење, јер нико није смио да прими политички обиљежену и прогоњену особу. Морао је да трпи и чека повољније вријеме, јер су се извјесне промјене већ осјећале у Аустроугарској, која је све мање имала изгледа да ће бити и побједница у Првом свјетском рату.

### Рад у Сарајеву између два рата
Аустроугарске царско-краљевске амнестије из почетка 1917. године непосредно су олакшале живот Ђорђа Пејановића. Кретање му већ није било ограничено. Без посла и прихода он ипак није могао бити задовољан животом у Бањој Луци.
Изненада, сасвим неочекивано, Пејановићу је понуђен посао у „Одбору за помагање српске сиротиње у Босни и Херцеговини“, који је дјеловао у Сарајеву. Тај одбор су основали родољубиви сарајевски српски добротвори, претежно богатији трговци и неколицина интелектуалаца. С људима из тог одбора Пејановић се прихватио тешког и хуманог задатка.
Као и већина српских интелкектуалаца из његове генерације у аустроугарској провинцији БиХ, која се годинама борила за национално ослобођење и због тога доживјела многе невоље и страдања, и Пејановић је проглашење Краљевине Срба, Хрвата и Словенаца, првог децембра 1918. године у Београду, прихватио као остварење властитих стремљења и општих националних и политичких циљева. Зато је његов политички активитет у то вријеме био доста интензиван, све док се није опет потпуно посветио својим културним и просвјетним пословима у оквиру друштва „Просвјета“ и његове библиотеке у Сарајеву.
Уз друштвену активност, Пејановић се посветио интензивном публицистичком, научном, уређивачком и приређивачком раду, а непрестано се бавио и својом педагопком струком. Умјесто школског рада, првенство је дао општем просвјећивању народа. Због огромног броја неписмених, приступао је практично оснивањем аналфабетских течајева, а и теоријски у чланцима које је публиковао.

### Други свјетски рат, избјеглиштво у Београду, повратак у Сарајево
Нови свјетски рат затекао је Ђорђа Пејановића на дужности главног секретара Српског просвјетног и културног друштва „Просвјета“ у Сарајеву. Чим су њемачке трупе и усташе преузеле 10. маја 1941. године власт у том граду почео је погром Срба и Јевреја. Тако се на усташком удару нашло и друштво „Просвјета“. „Просвјета“ је убрзо забрањена, њени чиновници отјерани са посла, а претежан дио имовине је растурен и опљачкан од стране усташа. Дијелећи поново тргичну судбину свога народа и друштва „Просвјета“, Пејановић је опет доживио велике невоље. Бојао се да не буде затворен и ликвидиран, као и многи сарајевски српски интелектуалци, који су хапшени и одвођени без повратка. За Пејановића је једино спасење било што брже напуштање Сарајева и пребацивање у Србију. Сва његова имовина остала му је у сарајевском стану, који је убрзо потпуно опљачкан од стране усташа.
Почетком јула 1941. године стиже у Београд. Без залиха новца, а у поодмаклим годинама живота, дуже времена је тражио било какво запослење. Пошто уочи рата није био државни чиновник, Пејановић није могао да добије државну службу, а ни новчану помоћ. На заузимање др Пере Слијепчевића, професора Универзитета, добија намјештење у Задужбинском одсјеку Министарства просвете, гдје је остао до краја рата, уз мизерну плату, обављајући дужност књиговође, а послије благајника.
Пејановићево материјално стање се није битније поправљало. Хранио се у избјегличкој мензи, а становао у гарсоњери. Зграда у којој је становао је бомбардована и оштећена и постала немогућа за становање, па се почео потуцати од познаника до познаника, бјежао често и изван града, на дуже и краће вријеме. Ни у таквим опасностима није престајао да обавља свој благајнички посао. Био је присиљен да сваку вече носи са собом и благајну и благајничку књигу. То је трајало све до маја 1945. године, када се Пејановић радо вратио у Сарајево и наставио своје дјеловање у „Просвјети“.
Када је 5. маја 1949. године одлуком нове власти укинуто СПКД „Просвјета“, као и остала национална друштва у Југославији, Ђорђе Пејановић је наставио да ради у Народној библиотеци СР Босне и Херцеговине. Тамо је и однесен читав књижни фонд Српске централне библиотеке „Просвјета“, као и велики дио архивске грађе.
Годину дана касније, 1950. године, престала је Пејановићева активна служба и он је пензионисан. Ипак, до краја 1958. године остао је у хонорарном односу у тој библиотеци, бавећи се предано стручним, а посебно библиографским радом. За свој несебичан и врло користан рад, Пејановић је одликован Орденом рада Југославије II степена.
Ђорђе Пејановић је био један од иницијатора за оснивање Друштва библиотекара СР Босне и Херцеговине, које је почело са радом 18. септембра 1949. године. И посљедње године свога живота Ђорђе Пејановић је испунио неуморним радом, а посебно сумирањем и публиковањем ранијих и нових научних истраживања. Тада је објавио и неке од својих дуго припреманих и најзначајнијих књига. До краја живота остао је емотивно везан за СПКД „Просвјета“, а посебно за његову Централну библиотеку у Сарајеву.
Ђорђе Пејановић је умро 22. фебруара 1962. године у Сарајеву, гдје је и сахрањен на Новом гробљу на Кошеву, уз искрено поштовање оних који су га лично познавали и цијенили његов наставнички, библиотечки, библиографски и просвјетни рад.